# 加利西亚独立运动

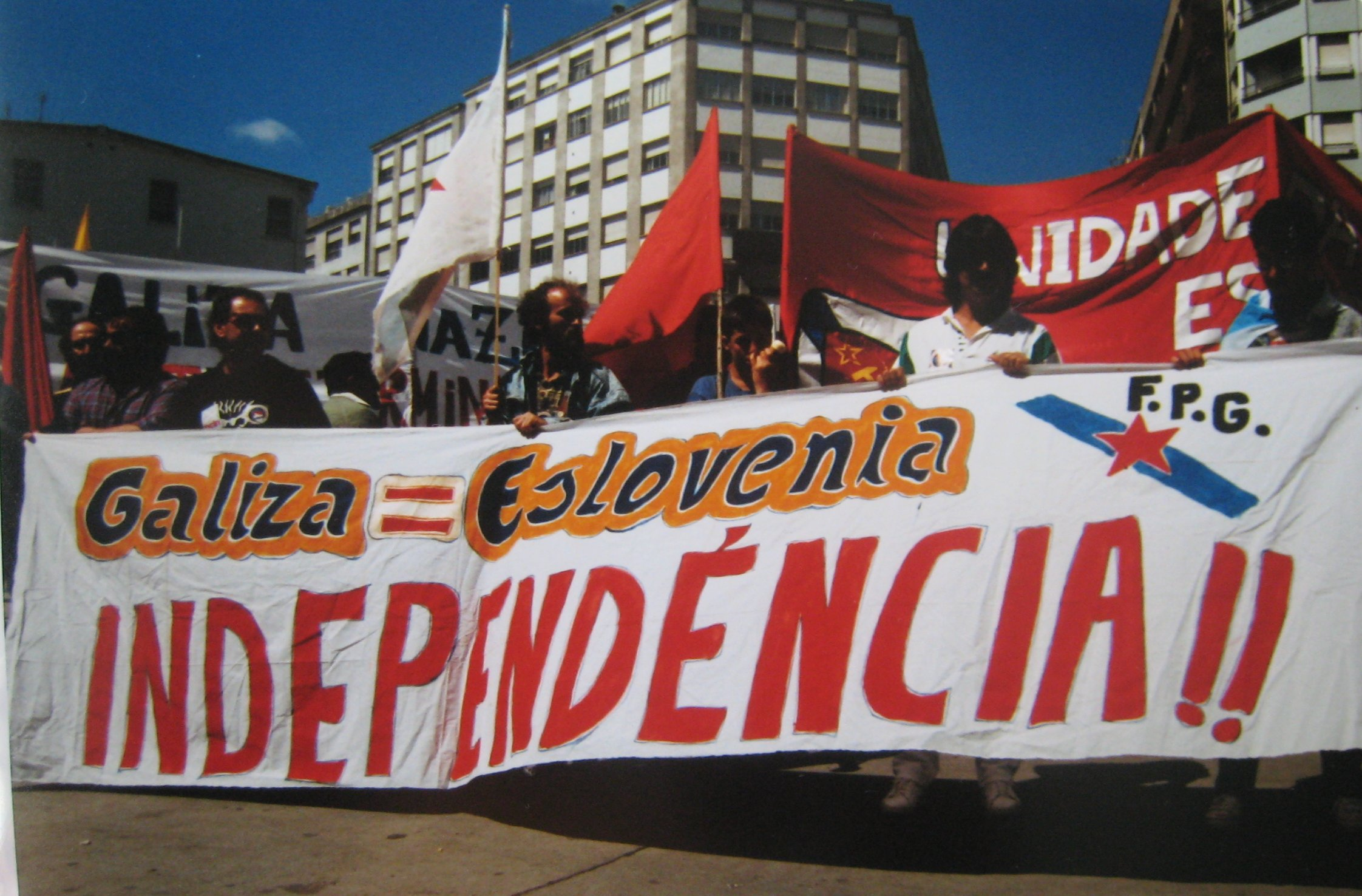
1991年支持加利西亚独立的示威者，将加利西亚的处境与刚刚获得独立的斯洛文尼亚进行对比。

加利西亚独立运动（加利西亚语：movemento de independenza galego），又称加利西亚分离主义运动（movemento separatista galego），是一场源于加利西亚民族主义的政治运动，主张加利西亚以及加利西亚语使用区中不属于加利西亚自治区的其他地区（包括阿斯波特拉斯、比耶尔索和埃奥-纳维亚，这些地区合称“未收复加利西亚”）从西班牙独立。